# بوكورو
بوكورو هي مدينة ومحافظة فرعية وعاصمة محافظة دابابا التابعة لإقليم حجر لميس في تشاد . يخدم المدينة مطار بوكورو .

## التركيبة السكانية
| عام  | السكان |
| ---- | ------ |
| 1993 | 10 841 |
| 2008 | 15 517 |